# Joe Chill
Joe Chill est un personnage de fiction, criminel appartenant à l'univers de DC Comics. Créé par Gardner F. Fox et Bob Kane, il apparaît pour la première fois dans le comic book Detective Comics #33 en 1939. Il est le meurtrier des parents de Bruce Wayne, et donc, le responsable de la création de Batman. Par contre, son nom ne sera dévoilé que dans l'édition de Batman #48 (juin 1948) en bande dessinée.

## Biographie fictive

### Versions pre-Crisis
Joe Chill est le meurtrier de Thomas Wayne et de Martha Wayne. Il voulait l'argent et le collier de ses victimes. Après le double-meurtre Chill fuit en entendant Bruce crier à l'aide. Batman enquête sur un homme appelé Joe Chill et il découvre que cet homme est le meurtrier de ses parents. Celui-ci est maintenant un chef d'un gang qui aide les criminels à traverser la frontière vers un autre état sans que la police puisse les arrêter. Batman le confronte, révèle à Chill son identité et qu'il existe à cause de lui. Par la suite Chill panique et va voir ses collègues, il leur explique ce que Batman vient de lui dire. Mais ses collègues le tuent pour venger leurs amis emprisonnés par Batman, avant de se rendre compte que Chill emporte dans sa tombe le secret de l'identité de Batman. Chill meurt dans les bras de Batman en l'appelant par son nom.
Dans Detective Comics #235 (1956), Batman découvre que Chill n'était pas un simple voleur mais un tueur à gages sous les ordres de Lew Moxon, un chef de la pègre ennemi que Thomas Wayne avait fait emprisonner.
Dans la minisérie The Untold Legend of the Batman, Alfred Pennyworth se souvient que Joe Chill était le fils de Alice Chilton, la nounou de Bruce Wayne.

### Versions modernes
Après la crossover Crisis on Infinite Earths, DC reinvente sa continuité. Dans Batman: Year One, Chill n'est jamais mentionné ni même nommé après le meurtre des Wayne et on ne nous dit pas ce qu'il est devenu. 
Dans Batman: Year Two, les principaux chefs criminels de Gotham City décident d'engager Joe Chill pour se débarrasser du Faucheur, un tueur en série justicier. Batman se voit forcé de demander leur aide pour arrêter le Faucheur et doit faire équipe avec Chill, ce qu'il trouve répugnant. Batman jure de tuer Chill après. Chill reçoit l´ordre de tuer Batman, mais les chefs criminels sont tués par le Faucheur et le Faucheur est apparemment mort. Chill n'a plus de raison de remplir son contrat. Enfin, quand Batman décide de régler ses comptes avec Chill, il lui révèle son identité et le menace avec l'arme qui tua ses parents, le Faucheur le prit de vitesse et met une balle dans la tête de Chill ce qui épargne à Batman, la peine de commettre un meurtre par vengeance. Chill ne montra pas de remords lors de ses derniers instants. Plus tard, Batman réalise qu'il était sur le point de se transformer en ce qu'il jurait de combattre. 
Dans la suite, Batman: Full Circle, un nouveau Faucheur entre en scène et c'est le fils de Joe Chill qui va essayer à son tour de tuer Batman avec des hallucinogènes pour susciter en lui la culpabilité d'avoir survécu à ses parents. Joe Chill Jr savait que son père avait tué les parents de Batman mais ignore son identité. Batman est finalement sauvé par Robin et réussit à surmonter sa culpabilité. Par la suite, Chill Jr est emprisonné par la police et Batman accepte que l'inimitié entre les Wayne et les Chills prenne fin.
Dans Zero Hour, il avait été établi que Joe Chill n'avait jamais été identifié, c'est pourquoi Batman voit en tous les criminels le meurtrier de ses parents.
Pourtant en 2006, une autre altération cosmique établit que Chill avait été capturé pour le meurtre de Thomas et Martha Wayne. 
Toutefois, Year Two ne fait pas toujours partie de la continuité DC puisque dans Batman #673, Joe Chill est à nouveau confronté par Batman.
Dans le DC Rebirth, Joe Chill est remis sur le devant de la scène dans Batman: Trois Joker, où il est enlevé par les deux clowns restants, le Criminel veut le transformer en nouveau Joker, tandis que le Comique veut l'utiliser pour "soigner" la plus grande blessure de Batman. Il révèle qu'il avait tout perdu à cause de la bourgeoisie corrompue de Gotham, amer par sa situation il s'en est pris aux Wayne, pensant qu'ils étaient tout aussi corrompus, souhaitant à l'origine les dépouiller, il perdit son sang froid et les tua devant leur fils, sous le choc de son acte, il prendra la fuite. Durant son séjour à Blackgate, il appris qui étaient réellement les Wayne et regretta sincèrement son crime, il passa alors une grande partie de son temps à écrire des lettres à Bruce Wayne qu'il ne termina jamais et développa un cancer. Alors que le Criminel jeta Chill dans une cuve d'acide, il est sauvé de justesse par Batman dont il devine la réelle identité, et s'excuse alors sincèrement envers lui. Batman le pardonne, accomplissant involontairement le plan du Joker. Après l'arrestation du Comique, Bruce vient le voir à l'hôpital et reste à ses côtés dans ses derniers instants.

## Versions alternatives

### Batman: The Dark Knight Returns
Dans la série limitée Batman: Dark Knight (Batman: The Dark Knight Returns) de 1986, Bruce Wayne décide de pardonner Chill après avoir été assailli par deux voyous. Il s'imagine qu'ils sont Chill mais les criminels perdent rapidement intérêt en lui et le laissent en paix. Finalement Bruce se rend compte que Chill n'avait pas tué ses parents par divertissement (comme les deux voyous) mais pour leur argent, et qu'il n'était pas réellement méchant.

### Superman: Speeding Bullets
Dans la série limitée Superman: Speeding Bullets, Kal-El est trouvé par Thomas et Martha Wayne et non par les Kents. Thomas et Martha, qui n'ont pas d'enfant, décident alors de l'adopter et de garder le secret sur son origine. et le nomment Bruce. Lorsque Thomas et Martha Wayne sont assassinés par Joe Chill, Bruce manifeste pour la première fois son pouvoir de vision thermique sur Chill et ne peut pas la contrôler. Joe Chill meurt brûlé vif.

### Flashpoint
Dans l'univers de Flashpoint, Joe Chill tue le jeune Bruce Wayne au lieu de ses parents. Thomas Wayne se venge en devenant Batman et Martha Wayne se transforme en une version féminine du Joker.

## Apparitions dans d'autres médias

### Télévision

#### The Super Powers Team: Galactic Guardians
Dans l'épisode The Fear de The Super Powers Team: Galactic Guardians, dans un flashback provoqué par l'Épouvantail, Thomas, Martha et Bruce sont confrontés à Joe Chill. Quand Thomas essaie de se battre avec lui, Bruce dit: Non papa. Il a une… et la foudre éclaire le ciel au moment de la mort des parents de Bruce.

#### Batman
Selon Batman le meurtrier des parents de Bruce Wayne n'a jamais été attrapé. Dans The Batman Adventures #17 (qui fait partie de la continuité de la série animée) montre que Chill vécu terrifié après la nuit quand il tua les Wayne, surtout lorsque leur fils devient l'homme d'affaires le plus puissant de Gotham City. Chill voyait le visage de Bruce Wayne dans chaque personne. Finalement, il essaye de tuer le détective responsable du cas, qui avait promis de l'enfermer. Batman le sauve et après un court combat, Chill réussit à démasquer Batman et lorsqu'il voit le visage de Bruce, il croit être devenu fou et se jette du balcon. Batman ignore qui est Chill et pourquoi il a refusé son aide.

#### La Ligue des Justiciers
Joe Chill fait une apparition dans l'épisode Un cadeau empoisonné de La Ligue des justiciers. L'apparition fait partie d'une illusion de Batman dans laquelle Thomas désarme Chill et commence à le frapper sous le regard plaisant de Bruce. La scène se déroule quand Batman est capturé par la Pierre Noire, une plante extraterrestre qui attrape ses victimes et les fait vivre sa fantaisie créée par leurs plus profonds désirs. Ironiquement, la seule phrase de Chill (On va commencer avec les jolies perles autour du cou de la dame) est prononcée par Kevin Conroy, la voix de Batman dans La Ligue des justiciers[réf. nécessaire].

#### Batman l'alliance des héros
Il s'agit de la première fois que Batman affronte Joe Chill à la télévision. Avant l'assassinat des Wayne, Chill travaillait pour Lew Moxon un parrain du crime. Moxon fut arrêté grâce à l'intervention de Thomas Wayne lors d'une soirée costumée, mais Chill qui était également là avait réussi à s'enfuir et il alla voir son patron en prison. Celui-ci fut très déçu par l’échec de Chill, alors pour se rattraper Joe Chill promit à son patron de régler leur compte aux Wayne ce qu'il fit. À l'époque actuelle, Chill fait du trafic d'armes avec des ennemis de Batman, après que celui arriva et écarta ses ennemis de son chemin il se retrouva alors seul à seul face à Joe Chill il lui révéla alors qu'il était l'enfant qu'il avait épargné. À la vue du visage de Bruce Wayne, Chill se rendit compte avec horreur qu'il avait créé Batman. Chill tenta alors de se riposter, mais il n'était pas de taille contre lui. Bruce Wayne avait enfin l'occasion de se venger, mais il décida de l'épargner. Mais malheureusement un énorme gravât du plafond tomba sur Chill et dans son dernier souffle il lui dit qu'il avait fini par l'avoir. Joe Chill était finalement mort.

### Cinéma

#### Tétralogie des années 1990
Dans Batman réalisé par Tim Burton, le meurtrier des parents de Bruce Wayne n'est pas Joe Chill mais Jack Napier qui deviendra quelques années plus tard le Joker. Ainsi, Napier créé indirectement celui qui sera plus tard responsable de sa défiguration et de sa mort. Le réalisateur, Tim Burton, souhaitait inclure ce lien psychologique entre les personnages du Joker et de Batman. Néanmoins, Joe Chill était présent dans le script d'origine.
Dans Batman Forever réalisé par Joel Schumacher (qui est censé être en continuité avec les deux films de Burton), l'assassin semble toujours être Jack Napier au vu de ses vêtements, de sa position et de l'arme utilisée mais son visage est caché par la brume dans le flashback. 

#### Batman Begins
Dans Batman Begins, Joe Chill (interprété par Richard Brake) semble être un voyou solitaire, qui dépouille les passants pour son propre compte alors que la ville de Gotham City traverse une grave crise économique. Un soir, à la sortie d'un opéra, il rencontre le couple de milliardaires Thomas et Martha Wayne et cherche à les dépouiller. Néanmoins, il les tuera sous les yeux de leur fils Bruce lors d'un mouvement de panique. Le film prend ainsi le parti d'un vol qui a mal tourné commis par un pauvre homme désespéré. 
Rapidement arrêté, Joe Chill est enfermé mais parvient à obtenir la liberté conditionnelle au bout de quatorze ans en échange d'informations sur le baron du crime Carmine Falcone avec qui il avait partagé une cellule. En sortant du tribunal, il est assassiné par une femme engagée par Falcone afin de le faire taire. Cet acte épargnera toutefois à Bruce Wayne la peine de commettre un meurtre par esprit de vengeance, puisque celui-ci était venu assister à l'audience avec un revolver.

#### Batman v Superman: Dawn of Justice
Dans Batman v Superman : Dawn of Justice réalisé par Zack Snyder, Joe Chill apparaît brièvement au début du film, lors de l'assassinat des Wayne. La peur qui transparait sur son visage semble indiquer qu'il a tué Martha Wayne dans un mouvement de panique.

### Jeux vidéo
- Dans Batman: Arkham Asylum, on entend la voix de Joe Chill lors du deuxième combat contre l'Épouvantail.
- Dans Batman: Arkham City, on peut voir les silhouettes de Thomas et Martha Wayne tracées à la craie dans l'allé du Crime. Batman peut s'y agenouiller près d'une rose pour rendre hommage à ses parents.
- Dans Batman: Arkham Origins, il sera présent lors d'un rêve de Batman après avoir capturé le Joker qui lui rappelle celui qui a assassiné Thomas et Martha Wayne.